# California State Route 73
Die California State Route 73 (kurz CA 73 oder SR 73) ist eine in Nord-Süd-Richtung verlaufende State Route im US-Bundesstaat Kalifornien. Die 17,7 Meilen (28,5 km) lange Straße führt von der Interstate 5 zur Interstate 405 durch die San Joaquin Hills. Der nördliche Abschnitt wird als Corona del Mar Freeway bezeichnet. Die südliche Teil heißt San Joaquin Hills Transportation Corridor und ist eine kostenpflichtige Mautstraße. Die State Route 73 verläuft in etwa parallel zum Pacific Coast Highway.
Die Straße ist Teil des California Freeway and Expressway Systems.

## Verlauf

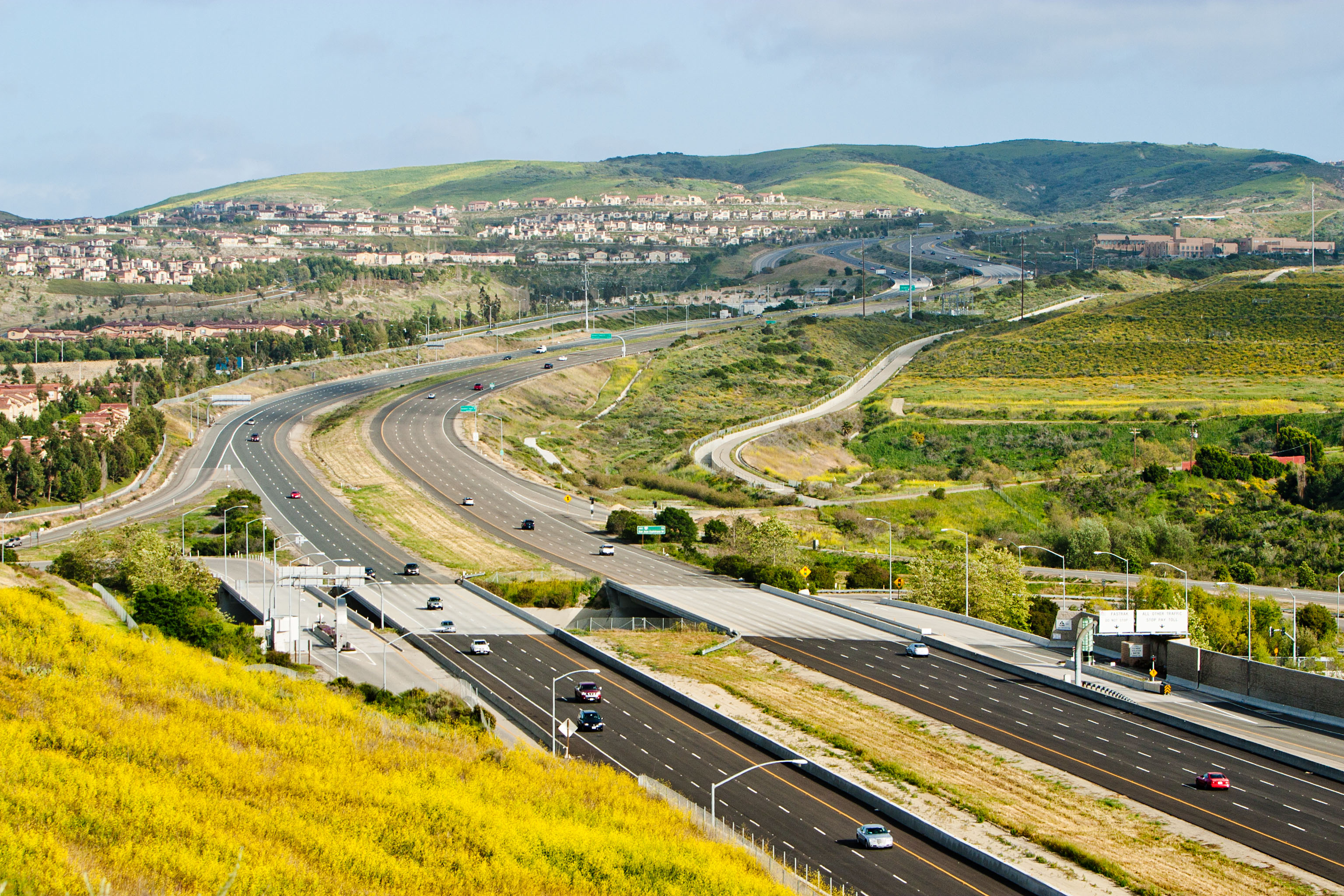
In den San Joaquin Hills

Die California State Route 73 beginnt in der Nähe von Mission Viejo an der Interstate 5, dem sogenannten San Diego Freeway. Die Benutzung des südlichen Abschnitts ist kostenpflichtig und mit mehreren Mautstationen versehen. Auf den nächsten 12 Meilen (19 km) trägt die Straße den Beinamen San Joaquin Hills Transportation Corridor. In nördlicher Richtung durchquert sie die Ortschaften Aliso Viejo und Laguna Niguel. Auf dem Stadtgebiet von Laguna Beach trifft die Straße im Laguna Canyon schließlich auf die California State Route 133. 
Im weiteren Verlauf windet sich die CA 73 durch die Berge der San Joaquin Hills, wobei sie sich teilweise über das Gebiet des Crystal Cove State Parks erstreckt. Die folgenden Ausfahrten verschaffen Autofahrern einen leichten Zugang zum Gelände der UC Irvine. 
Ab Newport Beach wird die California State Route 73 auch als Corona del Mar Freeway bezeichnet. Anwohner können über die Verbindung die Stadtteile Newport Coast und Corona del Mar erreichen. Das Gelände des John Wayne Airport (SNA) tangiert ebenfalls die CA 73, die von startenden Flugzeugen überflogen wird. Kurz nach der Kreuzung mit der California State Route 55 endet sie schließlich an der Interstate 405 in Costa Mesa.

## Geschichte
Die California State Route 73 wurde Anfang der 1960er-Jahre gebaut. Die Straße sollte die weitgehend parallel verlaufende Interstate 5, die Interstate 405 sowie die California State Route 1 (Pacific Coast Highway) entlasten. Der ursprüngliche Trasse der CA 73 folgte dem Verlauf des MacArthur Boulevards in Corona del Mar, wo sie in den Pacific Coast Highway mündete. 
Die Weiterführung der Trasse als Mautstraße wurde von der San Joaquin Hills Transportation Corridor Agency (TCA) beschlossen. Da die Straße durch den Laguna Canyon verlaufen sollte, kam es zu heftigen Bürgerprotesten. Der südliche Abschnitt der CA 73 wurde 1996 dennoch fertiggestellt.